# Кибальникова, Валентина Сергеевна
Валентина Сергеевна Кибальникова (узб. Valentina Sergeyevna Kibalnikova; 16 октября 1990 года, Ташкент, Узбекская ССР, СССР) — узбекская легкоатлетка, специализирующаяся в беге на коротких дистанциях с барьерами. В 2016 году на Чемпионате Азии в помещении завоевала бронзовую медаль. Участница XXXI Летних Олимпийских игр.

## Карьера
На международной арене начала выступать с 2007 года. На Чемпионате мира по лёгкой атлетике среди юношей в Остраве (Чехия) на дистанции 100 метров с барьерами показала результат 14.39 секунд и не прошла в финал турнира.
В 2014 году на Летних Азиатских играх в Инчхон (Республика Корея) на дистанции 100 метров с барьерами с результатом 13.47 секунд заняла лишь пятое место.
В 2015 году на Чемпионате Азии по лёгкой атлетике в Ухань (Китай) с результатом 13.82 секунд на дистанции 100 метров с/б заняла лишь девятое место.
В 2016 году на Чемпионате Азии по лёгкой атлетике в помещении в Доха (Катар) в беге на 60 метров с барьерами с результатом 8.32 секунд завоевала бронзовую медаль. На Кубке Узбекистана по лёгкой атлетике на дистанции 100 метров с/б завоевала первое место. На турнире в Бишкеке (Кыргызстан) на международном соревновании на призы Олимпийской чемпионки — Татьяны Колпаковой на дистанции 100 метров с/б завоевала серебро. На международном соревновании «Мемориал Гусмана Косанова» в Алма-Ате (Казахстан) завоевала серебряную медаль с результатом 13.00 на дистанции 100 метров с/б и выполнила норматив Летних Олимпийских игр в Рио-де-Жанейро (Бразилия). На XXXI Летних Олимпийских играх с результатом 13.29 секунд в квалификации заняла лишь шестое место и не прошла в финальную часть турнира, завершив выступление.
В 2017 году на Чемпионате Азии по лёгкой атлетике в Бхубанешваре (Индия) показала результат 13,51 секунд на дистанции 100 метров с/б, но заняла лишь четвёртое место. На Азиатских играх в помещении в Ашхабаде (Туркменистан) заняла четвёртое место на дистанции 60 метров с/б с результатом 8.61.
В 2019 году на Кубке Узбекистана по лёгкой атлетике в Ташкенте на дистанции 100 метров с/б завоевала первое место.
В 2021 году на Кубке Узбекистана и на Чемпионате Узбекистана по лёгкой атлетике заняла первые места на дистанции 100 метров с/б.